# Lothar Koschmieder
Lothar Eduard Koschmieder (* 22. April 1890 in Liegnitz; † 6. März 1974 in Tübingen) war ein deutscher Mathematiker, der sich insbesondere mit Variationsrechnung befasste.

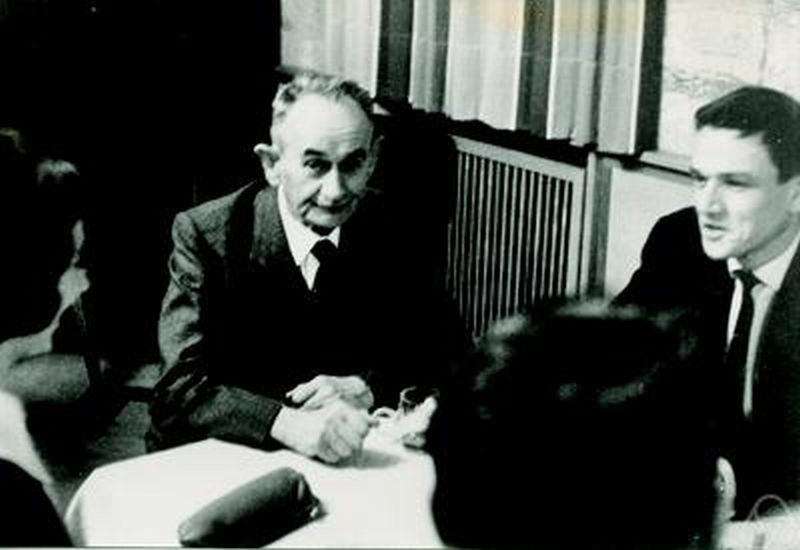
Lothar Koschmieder (links) mit Karl Heinrich Hofmann (rechts) 1961

## Leben und Werk
Koschmieder, Sohn des Rektors einer Mittelschule, studierte nach dem Abitur in Liegnitz 1908 an der TH Breslau bei Adolf Kneser und Constantin Carathéodory Mathematik (sowie je ein Semester in Freiburg und Göttingen). 1913 wurde er bei Kneser promoviert (Anwendung der elliptischen Funktionen auf die Bestimmung konjugierter Punkte bei Problemen der Variationsrechnung). Er legte noch das Lehramts-Staatsexamen ab und war danach Assistent von Kneser in Breslau. Im Ersten Weltkrieg diente er 1914 bis 1918 als Meteorologe (Feldwetterdienst). Danach war er wieder Assistent von Kneser in Breslau, habilitierte sich dort 1919 (Untersuchungen über Jacobische Polynome) und wurde 1924 nicht-beamteter außerordentlicher Professor. 1926/27 hatte er eine Vertretungsprofessur in Greifswald und 1927 wurde er ordentlicher Professor für Mathematik an der Deutschen TH Brünn.
Koschmieder beantragte am 19. Juni 1939 die Aufnahme in die NSDAP und wurde rückwirkend zum 1. April desselben Jahres aufgenommen (Mitgliedsnummer 7.063.861). 1940 bis 1946 war er Professor an der TH Graz. Nach der Entlassung war er 1948/49 Professor an der syrischen Universität Aleppo und 1949 bis 1953 an der Universidad Nacional de Tucumán in Argentinien. 1953 bis 1958 war er Professor an der irakischen Staatsuniversität in Bagdad. 1959 wurde er Professor in Tübingen und gleich darauf 1960 emeritiert. Er hielt aber bis 1973 Vorlesungen. Er war auch Gastprofessor an der türkischen Ege Üniversitesi (1963/64, 1965–1967, 1968–1970).
Er befasste sich mit Variationsrechnung und speziellen Funktionen sowie deren Anwendung. Daneben befasste er sich auch mit Zahlentheorie.
Er war zweimal verheiratet. Aus erster Ehe mit Johanna Schnieblich (Heirat 1919, gestorben 1934) hatte er eine Tochter, aus zweiter Ehe 1936 mit Marie-Luise von Münchhausen hatte er zwei Söhne und eine Tochter.

## Schriften
- Variationsrechnung, Band 1 (Das freie und gebundene Extrem einfacher Grundintegrale), De Gruyter, Sammlung Göschen 1933